# Footwork FA12
O  FA12/FA12C  é o modelo da Footwork da temporada de 1991 da Fórmula 1. O carro número 9 foi dirigido por Michele Alboreto, e o carro número 10 foi compartilhado por Alex Caffi e Stefan Johansson. A equipe não tinha motorista de teste. 
O FA12 foi projetado para começar a temporada, mas o motor novo da Porsche, o Porsche 3512 era tão grande e volumoso que o carro teve que ser re-projetado para instalá-lo corretamente. Assim, um carro baseado no modelo de 1990, foi chamado de A11C foi usado para o Primeiros três primeiros grandes prêmios da temporada.
A FA12 finalmente estreou no San Marino Grand Prix, onde Caffi não conseguiu qualificar o novo carro (Alboreto ainda tinha um A11C). Para o Grande Prêmio de Mônaco, ambos os pilotos tiveram FA12s - Caffi mais uma vez não conseguiu se qualificar e Alboreto acabou abandonando da corrida. Stefan Johansson substituiu Caffi no Grande Prêmio do Canadá depois que Caffi sofreu lesões em um acidente em uma estada; Desta vez, ambos os pilotos se qualificaram, mas ambos também se retiraram da corrida. O Grande Prêmio do México foi a última aparição do motor Porsche, que tinha ganhado títulos com a Mclaren na década de 80; Johansson não conseguiu qualificar e Alboreto novamente abandonou a corrida.
Antes da próxima corrida na França, a equipe mudou o motor para o Ford-Cosworth DFR 3,5 litros V8, em uma versão modificada do carro, o FA12C. Mas os resultados não foram muito melhores; As últimas 10 corridas da temporada renderam apenas 7 qualificações e 4 corridas terminadas, com uma melhor colocação de 10º lugar.

## Resultados[1][2]
(legenda) 
| Ano  | Chassi | Motor                | Pneus | N° | Pilotos          | 1   | 2   | 3   | 4   | 5   | 6   | 7   | 8   | 9   | 10  | 11  | 12  | 13  | 14  | 15  | 16  | Pontos | Posição  |  |
| ---- | ------ | -------------------- | ----- | -- | ---------------- | --- | --- | --- | --- | --- | --- | --- | --- | --- | --- | --- | --- | --- | --- | --- | --- | ------ | -------- |  |
|      |        |                      |       |    |                  |     |     |     |     |     |     |     |     |     |     |     |     |     |     |     |     |        |          |  |
|      |        |                      |       |    |                  | USA | BRA | SMR | MON | CAN | MEX | FRA | GBR | GER | HUN | BEL | ITA | POR | SPA | JAP | AUS |        |          |  |
| 1991 | FA12   | Porsche 3512 V12     | G     | 9  | Michele Alboreto |     |     |     | Ret | Ret | Ret |     |     |     |     |     |     |     |     |     |     | 01     | NC (18º) |  |
| 1991 | FA12   | Porsche 3512 V12     | G     | 10 | Alex Caffi       |     |     | NQ  | NQ  |     |     |     |     |     |     |     |     |     |     |     |     | 01     | NC (18º) |  |
| 1991 | FA12   | Porsche 3512 V12     | G     | 10 | Stefan Johansson |     |     |     |     | Ret | NQ  |     |     |     |     |     |     |     |     |     |     | 01     | NC (18º) |  |
| 1991 | FA12C  | Ford Cosworth DFR V8 | G     | 9  | Michele Alboreto |     |     |     |     |     |     | Ret | Ret | NQ  | NQ  | NPQ | NQ  | 15  | Ret | NQ  | 13  | 0      | NC (17º) |  |
| 1991 | FA12C  | Ford Cosworth DFR V8 | G     | 10 | Stefan Johansson |     |     |     |     |     |     | NQ  | NQ  |     |     |     |     |     |     |     |     | 0      | NC (17º) |  |
| 1991 | FA12C  | Ford Cosworth DFR V8 | G     | 10 | Alex Caffi       |     |     |     |     |     |     |     |     | NPQ | NPQ | NQ  | NPQ | NPQ | NPQ | 10  | 15  | 0      | NC (17º) |  |

↑1  Os grande prêmios: Estados Unidos até San Marino (Alboreto) utilizou o A11C.